# 姚晨
姚晨（1979年10月5日—），中国大陆演員，出生于福建福州市，成長于福建南平市。代表作《武林外传》、《潜伏》、《离婚律师》。10年代初期因在新浪微博广受欢迎，被称为「微博女王」。2013年，獲任联合国难民署中国区亲善大使。2014年，美國《时代》雜誌將姚晨列为「百大最有影響力人物」之一。

## 生平
姚晨籍贯福建石狮，出生于福建福州市。1993年到1997年，姚晨就读于北京舞蹈学院附中（民间舞专业）。1999年到2003年，就读于北京电影学院表演系（99级本科），与叶静、凌潇肃、于波为同班同学。

### 演艺
她以2005年尚敬导演的情景喜剧《武林外传》中郭芙蓉一角成名。2008年她与孙红雷合作的谍战电视剧《潜伏》获巨大成功，并为她赢得华鼎奖最佳电视剧女主角。2013年產子後，於年尾復出拍攝投資1.3億的時裝律政情感大戲《離婚律師》，2014年8月播出。2018年10月5日，其主演的电影《找到你》在中国大陆上映。2019年，主演家庭伦理剧《都挺好》播出。同年6月17日，中國電影家協會在上海國際電影節舉行記者會，宣布第28屆金雞百花電影節由姚晨擔任本屆金雞獎大使。

### 微博
2009年9月1日，姚晨开通微博，是中国最早经营微博的明星之一，并取得巨大成功，被称为「微博女王」。2014年3月，昆明火车站暴力恐怖袭击事件后，姚晨在微博将中国（昆明）称为“恶之花绽放的土地”，被认为是将袭击归咎于中国政府对新疆维吾尔族的暴政，引发大量批评。「恶之花事件」后，姚晨在微博影响大不如前。

## 个人生活
北京电影学院大二时，姚晨开始与同班同学凌潇肃交往，2004年两人毕业后结婚。2011年1月，姚晨和凌潇肃离婚，被指是因为唐一菲介入。2014年9月，凌潇肃友人巨春雷发布长微博“姚晨和凌潇肃那段被歪曲的往事”，指据凌潇肃称，姚晨与凌潇肃交往和结婚期间曾四次出轨，对象分别是果静林，周小刚，孙红雷，曹郁。文中还称离婚时，姚晨公关团队刊出文章，将离婚原因归咎于凌潇肃和唐一菲。姚晨事后主动致电凌潇肃解释发稿是意外，公关团队误会了她的意思，并希望凌潇肃不要生气，也不要发声。姚晨在巨春雷发文后后转发了五年前微博「老凌从西藏给我带回家的格桑花，真美。」并配文：「满纸荒唐，物是人非」。
2012年8月15日，曹郁在自己的生日宴会上向姚晨求婚成功。2012年11月17日，两人于新西兰皇后镇举行婚礼。2013年产下一子“小土豆”，2016年生下一女“小茉莉”。

## 影视作品

### 电视剧
| 首播年份 | 剧名                     | 角色   | 备注         |
| 2003年   | 都市男女                 | 苏青青 |              |
| 2003年   | 神鞭                     | 展嘉蓉 |              |
| 2004年   | 炊事班的故事II           | 小姚   |              |
| 2006年   | 武林外传                 | 郭芙蓉 |              |
| 2006年   | 人命关天                 | 孟婷   |              |
| 無播出   | 梦回春谷                 | 玉屏   | 2006年拍攝   |
| 2007年   | 房前屋后                 | 顾丽丽 |              |
| 2007年   | 炊事班的故事III          | 小姚   |              |
| 2008年   | 都市六人行               | 方方   | 客串67至70集 |
| 2008年   | 中国志愿者系列之一路阳光 | 叶萌   |              |
| 2008年   | 防火墙5788               | 宋玉秀 |              |
| 2008年   | 百年荣宝斋               | 何佳碧 |              |
| 2009年   | 卫生队的故事             | 小姚   |              |
| 2009年   | 潜伏                     | 翠平   |              |
| 2010年   | 牛铁汉和他的儿女们       | 顾晓欣 |              |
| 2010年   | 和空姐一起的日子         | 冉静   |              |
| 2013年   | 龙门镖局                 | 吕青柠 | 客串         |
| 2014年   | 离婚律师                 | 罗鹂   |              |
| 2014年   | 极品女士第三季           |        | 網絡劇, 客串 |
| 2019年   | 都挺好                   | 苏明玉 |              |
| 2021年   | 山海情                   | 吴月娟 |              |
| 2021年   | 假日暖洋洋               | 許可依 |              |
| 2022年   | 摇滚狂花                 | 彭莱   | 網絡劇       |
| 2023年   | 外婆的新世界             | 祝美紅 |              |
| 2025年   | 以美之名                 | 乔杨   | 兼任"總監製" |

### 电影
| 上映年份 | 电影名                    | 角色        | 备注                       |
| 未知     | 七星期无人入睡            | 季玲        |                            |
| 2006年   | 我的长征                  | 索玛        |                            |
| 2006年   | 大电影之数百亿            | 罗茜        |                            |
| 2007年   | 追爱总动员                |             | 客串                       |
| 2007年   | 大电影2.0两个傻瓜的荒唐事 | 燕子        |                            |
| 2007年   | 命运呼叫转移              | 马婷        |                            |
| 2009年   | 家有喜事2009              | 萧亚珍      |                            |
| 2009年   | 天堂凹                    | 金红        |                            |
| 2009年   | 非常完美                  | 李莉(Lily)  |                            |
| 2010年   | 摇摆de婚约                | 王顺佳      |                            |
| 2010年   | 爱出色                    | 汪晓菲      |                            |
| 2010年   | 非诚勿扰2                 | 芒果        |                            |
| 2011年   | 武林外传                  | 郭芙蓉      |                            |
| 2012年   | 搜索                      | 陈若兮      |                            |
| 2013年   | 非常幸運                  | 李 莉(Lily) | 客串                       |
| 2013年   | 控制                      | Jessica     |                            |
| 2013年   | 风暴                      | 羅燕冰      |                            |
| 2015年   | 捉妖記                    | 廚子天師    | 客串                       |
| 2015年   | 九层妖塔                  | 杨萍        |                            |
| 2016年   | 一切都好                  | 管清        |                            |
| 2016年   | 过年好                    |             | 客串                       |
| 2016年   | 梦想合伙人                | 卢珍溪      |                            |
| 2017年   | 西游伏妖篇                | 九宫真人    |                            |
| 2018年   | 找到你                    | 李捷        |                            |
| 2018年   | 那些女人                  | 老板娘      |                            |
| 2019年   | 送我上青云                | 盛男        | 兼任"監製"                 |
| 2019年   | 亲密旅行                  | 赵月坡      |                            |
| 2020年   | 八佰                      | 何香凝      |                            |
| 2021年   | 我的青春有个你            | 范老师      |                            |
| 2023年   | 脐带                      | N/A         | 兼任"監製"                 |
| 2023年   | 三贵情史                  | 霞姐        |                            |
| 2023年   | 非诚勿扰3                 | 芒果        |                            |
| 2025年   | 下一个台风                | 陈淑楠      |                            |
| 2025年   | 生息之地                  | 不適用      | 担任总制片人、监制、出品人 |

### 话剧
| 上映年份 | 演出     | 剧名       | 角色       | 备注 |
| -------- | -------- | ---------- | ---------- | ---- |
|          | 在校演出 | 麦克白     | 麦克白夫人 |      |
|          | 在校演出 | 暗恋桃花源 | 云之凡     |      |
| 2009年   | 商业演出 | 杜拉拉     | 杜拉拉     |      |

### 综艺节目
- 2015年 浙江卫视 - 奔跑吧兄弟 第二季 嘉宾
- 2017年 北京卫视 - 跨界歌王 第二季 参演嘉宾
- 2017年 东方卫视 - 极限挑战 第三季 第5、6期 嘉宾
- 2023年 浙江卫视 - 我们的客栈 常驻嘉宾

### 广告
- 周大福
- 大红鹰
- 中國联通
- 淘宝網
- VISA卡
- 美王香果萃
- 赶集网

### 雜誌封面
- 2011年6月《VOGUE》第132期[15]
- 2011年10月《ELLE世界時裝之苑》十一月號[16]
- 2012年3月《時尚芭莎》四月號[17]
- 2012年5月《時尚健康》第257期[18]
- 2012年6月《时尚COSMO》七月號[19]
- 2012年7月《优家画报》第187期[20]
- 2012年12月《ELLE世界時裝之苑》第256期[21]
- 2013年6月《時尚先生》第83期[22]
- 2013年6月《時尚芭莎》七月號[23]
- 2013年11月《時裝L'OFFICIEL》第319期[24]
- 2014年2月《ELLE世界時裝之苑》第282期[25]
- 2014年2月《時尚芭莎》三月號[26]
- 2014年7月《嘉人》第189期[27]
- 2014年7月《优家画报》第294期
- 2014年8月《伊周》第295期[28]
- 2014年10月《時裝L'OFFICIEL》第341期[29]
- 2015年3月《OK!精彩》第69期[30]
- 2015年7月《ELLE世界時裝之苑》第14號[31]
- 2015年9月《嘉人》第208期[32]
- 2015年12月《時裝L'OFFICIEL》第367期[33]
- 2015年12月《時尚芭莎》2016年一月號上半月刋
- 2016年5月《時尚先生》第129期[34]
- 2016年7月《T Magazine》第19期[35]
- 2016年9月《优家画报》第200期[36]
- 2016年10月《悦己SELF》十一月號[37]
- 2017年1月《优家画报》第三期[38]
- 2017年1月《So Figaro Weekly 精品周刊》第2156期[39]
- 2017年7月《時尚芭莎》八月號上半月刋[40]
- 2018年6月《時尚健康》第403期
- 2018年8月《紅秀 Grazia》第370期[41]
- 2018年9月《OK!精彩》第160期[42]
- 2018年9月《樂活 LOHAS》第128期[43]
- 2018年10月《時尚芭莎》十一月號上半月刋[44]
- 2018年10月《So Figaro Weekly 精品周刊》第2248期[45]

## 奖项
- 2006年 腾讯星光大典“最具潜力电视演员奖”
- 2006年 娱乐大典“年度电视演员最佳新人奖”
- 2007年 第一届中国剧·风尚盛典 “色彩人物奖”
- 2007年 福布斯中国名人颁奖礼 - 最具潜力名人奖
- 2008年 北京电视台2007影视盛典 - 最受期待演员奖

## 争议事件

### 评价中国（昆明）为“恶之花”
2014年昆明火车站暴力恐怖袭击事件发生后的次日（3月2日）凌晨2时11分，姚晨在新浪微博发文：“难过的无以言表，恶之花绽放的土地，愿真相早日到来，告慰无辜的亡灵...”不久，该条微博被删除。虽然语句有歧义，但外界认为，姚晨将恐怖袭击事件定性为新疆维吾尔族民众因中国政府暴政、民族压迫而产生的反抗。中国舆论对她的批评持续至今。但对于恶之花是批评中国政府暴政，还是谴责恐怖分子，姚晨至今未有公开说明或回应。2019年10月，新浪微博CEO王高飞批判再度提及恶之花事件的网友，他指姚晨说过“错话”，现在她做好本职工作，并对国家做出贡献。

### “呼吁中国接受难民”的传言
2010年，姚晨被联合国难民署任命为中国区代言人。2011年《南方周末》刊文：《姚晨：也许有一天，我们也可能沦为难民》。2013年6月20日，姚晨升任联合国难民署中国区亲善大使。
2017年6月20日为世界难民日，联合国难民署在北京举办活动，向难民致敬，姚晨亦参与活动。22时49分，姚晨在新浪微博转发联合国难民署的文章，引发争议。在中国网民普遍反对接受难民情绪下，网民表达了对姚晨的反感，极端者对其进行了攻击。亦有评论认为她呼吁中国接受难民并非“罪不可恕”。25日，姚晨转发中国外交部长王毅关于难民问题的文章，其中王毅认为难民不是移民，最终要回到流出国。26日，姚晨发文表示：从未在任何场合表达过“呼吁中国接受难民”的观点。

### “援鄂护士无优待”言论相关争议
2020年4月27日（新冠肺炎疫情期间），姚晨在微博转发“一位南京民营单位护士自愿援助武汉，援汉结束后也没有掌声和优待，就连返回的车票都是自己默默买的”的文章，并附言“谢谢你，贾晓月”。其后，贾晓月本人对此篇文章否认。同日晚，姚晨发文致歉，指出其转发的本意仅仅是希望能够有更多人看到这些闪光的志愿者。经网友指正，原文章内容中有不符合事实的信息，于是删除了转发内容。

## 备注
1. ↑  新浪微博发表后的删除，既可能是發表者删除的，也可能是新浪微博管理人员删除的。